# 和尚洲南港子
和尚洲南港子，原稱南港仔，是新北市蘆洲區的一個地名，位於該區西部，範圍大致包括中原里最北端、正義里、南港里、永樂里、成功里、永康里、永德里。

## 歷史
台灣清治末期至日治前期，和尚洲南港子地區為一街庄，稱為「南港仔庄」，隸屬於芝蘭二堡。該庄輪廓略呈尖端向東的扇形，東北與水湳庄為鄰，東南與中路庄為鄰，西邊與更藔庄交界。
1901年（日治明治三十四年）11月，該庄隸屬於臺北廳，編入第十四區。1906年（明治三十九年）1月，第十四區改名「和尚洲區」。1920年（大正九年），該庄改制並改名為「和尚洲南港子」大字，隸屬於臺北州新莊郡鷺洲庄。
戰後鷺洲庄改制為鷺洲鄉，隸屬於臺北縣，大字亦改制為村。1947年，三重、蘆洲分治，該地區更名蘆洲鄉。1998年，蘆洲鄉升格為蘆洲市，村亦改制為里。2010年12月，因應臺北縣升格為新北市，蘆洲市改制為蘆洲區。

## 交通
台北捷運中和新蘆線的端點站之一蘆洲站離和尚洲南港子地區甚近，隣近居民可由此路線及相關路網快速前往大台北地區各地，或至台北車站轉搭高鐵、台鐵或客運前往全台各地。
縣道103號（三民路）經過本地區北部，往西北轉北可前往五股、八里，往東南可前往三重。縣道108號經過本地區最南端，往西轉西北可前往五股、林口、龜山、蘆竹，往東南可前往三重。

## 學校
- 蘆洲國中（大部分）
- 鷺江國中
- 忠義國小
- 成功國小

## 公園
- 三民公園